# Municipio de Cimarron (condado de Morton)
El municipio de Cimarron (en inglés: Cimarron Township) es un municipio ubicado en el condado de Morton en el estado estadounidense de Kansas. En el año 2010 tenía una población de 60 habitantes y una densidad poblacional de 0,35 personas por km².

## Geografía
El municipio de Cimarron se encuentra ubicado en las coordenadas 37°4′30″N 101°46′22″O / 37.07500, -101.77278. Según la Oficina del Censo de los Estados Unidos, el municipio tiene una superficie total de 173.25 km², de la cual 173,25 km² corresponden a tierra firme y (0 %) 0 km² es agua.

## Demografía
Según el censo de 2010, había 60 personas residiendo en el municipio de Cimarron. La densidad de población era de 0,35 hab./km². De los 60 habitantes, el municipio de Cimarron estaba compuesto por el 90 % blancos, el 8,33 % eran afroamericanos, el 1,67 % eran de otras razas. Del total de la población el 8,33 % eran hispanos o latinos de cualquier raza.